# نائوکی کاوامائه
نائوکی کاوامائه (انگلیسی: Naoki Kawamae؛ زادهٔ ۶ نوامبر ۱۹۸۲) بدمینتون‌باز اهل ژاپن است.